# A Pueblo Legend
A Pueblo Legend è un cortometraggio muto del 1912 scritto e diretto da D.W. Griffith.

## Produzione
Il film fu prodotto dalla Biograph Company. Venne girato a Isleta Pueblo, nel New Mexico.

## Distribuzione
Distribuito dalla General Film Company, il film - un cortometraggio in due bobine - uscì nelle sale cinematografiche USA il 29 agosto 1912. La Moving Pictures Sales Agency lo distribuì il 27 ottobre 1912 nel Regno Unito. Ne venne fatta una riedizione uscita il 10 ottobre 1916.
Copia della pellicola viene conservata negli archivi del Mary Pickford Institute for Film Education.